# Rabban Bar Sauma
Rabban Bar Sauma (ook bekend als Rabban Çauma) (Peking ca. 1220 - Bagdad, 1294) was een Mongoolse reiziger en diplomaat uit China en een aanhanger van het Nestoriaans geloof. Volgens Bar-Hebraeus was hij van Oeigoerse afkomst. Chinese bronnen beschrijven hem als "Wangu" (Onggud), een stam van Turkse origine en deel van de Mongoolse kaste van de Yuan-dynastie.

## Pelgrimstocht naar Jeruzalem
Rabban Bar Sauma vertrok al op jonge leeftijd uit China samen met zijn vriend Rabban Marcos. Op weg naar Jeruzalem passerde hij Hotan, Kashgar, Talas in de Syr Darja vallei, Khorasan, Maragha en Mosoel om uiteindelijk Ani in Armenia te bereiken. Mar Denha I, patriarch van de Kerk van het Oosten heette hen welkom in Perzië. Mar Denha I zetelde in Bagdad en vroeg aan Rabban Bar Sauma om het hof in Abaqa te bezoeken om aangesteld te worden als Patriarch in 1266.

## Zending naar Europa
Zijn vriend, Rabban Marcos, werd verkozen tot Nestoriaanse patriarch Mar Yaballaha III in 1281, na de dood van Mar Denha I. Hij introduceerde Bar Sauma bij Arghun Khan, die hem als ambassadeur naar Europa zond om een Frankisch-Mongoolse alliantie te bewerkstelligen. De bedoeling was om de islam langs twee kanten aan te vallen, vanuit Europa in het westen en vanuit China in het Oosten. Bar Sauma's missie begon in 1287. Hij kreeg brieven mee van Arghun voor de Byzantijnse keizer, de Paus, de koning van Frankrijk en de koning van Engeland.

### Byzantium
In Constantinopel had hij een onderhoud met Andronikos II Palaiologos. Bar Sauma gaf een enthousiaste beschrijving van de Hagia Sophia.

### Rome
Vervolgens trok hij naar Rome waar hij de Sint-Pietersbasiliek bezoekt. In Rome is men net bezig een nieuwe paus te kiezen en moet Bar Sauma zijn diplomatieke opdracht voor een alliantie noodgedwongen uitstellen.

### Frankrijk
Bar Sauma trekt vervolgens naar Parijs om er een onderhoud te hebben met Filips de Schone. Filips staat positief tegenover zijn voorstel voor een alliantie en geeft hem veel geschenken voor Arghun. Hij geeft ook de opdracht aan Gobert de Helleville om Bar Sauma te vergezellen naar het Mongoolse Rijk van Arghun.

### Engeland
In Gascogne ontmoet hij koning Eduard I van Engeland. Eduard is ook enthousiast voor de alliantie maar zet geen concrete stappen omwille van binnenlandse onrusten met de Schotten en Welsh.

### Opnieuw naar Rome
Terug in Rome werd hij hartelijk ontvangen door Paus Nicolaas IV die hem een tiara meegaf voor Mar Yaballaha.

## Terugreis naar het Mongoolse Rijk
Bar Sauma keerde terug naar het Mongoolse Rijk in 1288 met brieven van paus Nicolaas IV, Eduard I van Engeland en Filips IV van Frankrijk. Arghun Khan zou deze brieven op zijn beurt beantwoorden in 1289. Ze werden naar Europa gebracht door Buscarello de Ghizolfi, een diplomatieke agent voor de Il-khans.

## Marco Polo
De reizen van Rabban Bar Sauma vonden plaats voor de terugkeer van Marco Polo uit China en geven een beschrijving van het omgekeerde gezichtspunt, nl. van oost naar west.